# Nati nel 1933/Giugno
| Questa pagina contiene informazioni ricavate automaticamente dalle voci biografiche con l'ausilio del template Bio e di un bot. L'aggiornamento è periodico e automatico e ricostruisce completamente la pagina. Se manca una persona in questa lista, sei pregato di non aggiungerla, ma accertati piuttosto che la sua voce biografica contenga il template Bio e che i dati anagrafici siano correttamente compilati. Se il template Bio manca, inseriscilo tu stesso o, in alternativa, metti l'avviso {{tmp\|Bio}} che ne segnala la mancanza. Se i dati riportati sono sbagliati, correggi direttamente la voce biografica; le modifiche saranno visibili in questa lista entro pochi giorni. Per chiarimenti vedi il progetto biografie. La lista contiene solo le 160 persone che sono citate nell'enciclopedia e per le quali è stato implementato correttamente il template Bio. Pagina aggiornata al 10 ago 2025. |

- 1º giugno - Natale Amodeo, politico italiano
- 1º giugno - Ruth Arnon, biochimica israeliana
- 1º giugno - Mirella Falco, attrice italiana († 2013)
- 1º giugno - Haruo Remeliik, politico palauano († 1985)
- 1º giugno - Gilli Smyth, cantante, compositrice e poetessa inglese († 2016)
- 1º giugno - Luis Trujillano, cestista spagnolo († 2016)
- 1º giugno - Charlie Wilson, politico e militare statunitense († 2010)
- 2 giugno - Mihály Huszka, sollevatore ungherese († 2022)
- 2 giugno - Herb Olafsson, cestista canadese († 1992)
- 2 giugno - Rostislav Vargaškin, ex pistard sovietico
- 3 giugno - Michail Samuilovič Agurskij, ingegnere sovietico († 1991)
- 3 giugno - Andrea Geremicca, politico italiano († 2011)
- 3 giugno - John Allan Hobson, psichiatra statunitense († 2021)
- 3 giugno - Osvaldo Negri, ex calciatore argentino
- 3 giugno - Armando Pellegrini, ciclista su strada e pistard italiano († 2023)
- 3 giugno - Yves Prin, compositore e direttore d'orchestra francese
- 3 giugno - Isa bin Salman Al Khalifa, sovrano bahreinita († 1999)
- 3 giugno - Pia Soli, scrittrice, giornalista e storica italiana († 2017)
- 3 giugno - Celso Torrelio Villa, politico e militare boliviano († 1999)
- 3 giugno - Skënder Zogu, scrittore e nobile albanese
- 4 giugno - Godfried Danneels, cardinale e arcivescovo cattolico belga († 2019)
- 4 giugno - Nicola Lo Buono, dirigente sportivo, allenatore di calcio e calciatore italiano († 2009)
- 4 giugno - Attilio Sessa, giocatore di biliardo italiano († 2024)
- 4 giugno - Gino Taddei, tenore italiano († 2017)
- 4 giugno - Frank D. White, politico statunitense († 2003)
- 5 giugno - William Kahan, matematico e informatico canadese
- 5 giugno - Jimmy T. Murakami, animatore e regista statunitense († 2014)
- 5 giugno - Bata Živojinović, attore e politico serbo († 2016)
- 6 giugno - Eli Broad, imprenditore e filantropo statunitense († 2021)
- 6 giugno - Basil Moore, economista canadese († 2018)
- 6 giugno - Mauro Raphael, calciatore brasiliano († 1995)
- 6 giugno - Heinrich Rohrer, fisico svizzero († 2013)
- 6 giugno - Goffredo Unger, attore italiano († 2009)
- 7 giugno - Lamine Diack, dirigente sportivo e lunghista senegalese († 2021)
- 7 giugno - Raul Gardini, imprenditore, dirigente d'azienda e velista italiano († 1993)
- 7 giugno - Tsuneko Okazaki, biologa giapponese
- 7 giugno - Juan María Uriarte Goiricelaya, vescovo cattolico spagnolo († 2024)
- 8 giugno - Jim Palmer, cestista statunitense († 2013)
- 8 giugno - Joan Rivers, attrice e comica statunitense († 2014)
- 9 giugno - Mario Donatone, attore italiano († 2020)
- 9 giugno - Don Young, politico statunitense († 2022)
- 10 giugno - Giovanni Casu, musicista italiano († 2024)
- 10 giugno - Cecilia Fusco, soprano italiano († 2020)
- 10 giugno - Ansano Giannarelli, regista e sceneggiatore italiano († 2011)
- 10 giugno - Milena Hübschmannová, linguista e etnografa ceca († 2005)
- 10 giugno - Antonio Rossi, ex calciatore italiano
- 11 giugno - Vincenzo Desario, dirigente d'azienda e economista italiano († 2020)
- 11 giugno - Daniel Gimaret, orientalista e islamista francese
- 11 giugno - Shigeru Kasahara, lottatore giapponese († 1990)
- 11 giugno - Kelly, cantante italiana († 1999)
- 11 giugno - Harald Szeemann, storico dell'arte svizzero († 2005)
- 11 giugno - Gene Wilder, attore, sceneggiatore e regista statunitense († 2016)
- 12 giugno - Eddie Adams, fotoreporter statunitense († 2004)
- 12 giugno - Mariateresa Fumagalli Beonio Brocchieri, storica della filosofia italiana
- 12 giugno - Bernard Kolélas, politico della Repubblica del Congo († 2009)
- 12 giugno - Elisabeth Nagele, slittinista svizzera († 1993)
- 12 giugno - Ferrante Pierantoni, ingegnere e informatico italiano († 2012)
- 13 giugno - Karl-Heinz Ahlheim, compositore di scacchi tedesco († 1996)
- 13 giugno - José Luis Areta, calciatore spagnolo († 2011)
- 13 giugno - Antonio Barrutia, ciclista su strada, ciclocrossista e dirigente sportivo spagnolo († 2021)
- 13 giugno - Antonino Burrafato, poliziotto italiano († 1982)
- 13 giugno - Grace Chang, cantante e attrice cinese
- 13 giugno - Levente Lengyel, scacchista ungherese († 2014)
- 13 giugno - Eugenio Ragni, critico letterario, filologo e traduttore italiano († 2023)
- 13 giugno - Sven-Olov Sjödelius, canoista svedese († 2018)
- 14 giugno - Salvatore Aversa, poliziotto italiano († 1992)
- 14 giugno - Harry Hooper, calciatore inglese († 2020)
- 14 giugno - Klaus K. Klostermaier, indologo e storico delle religioni canadese
- 14 giugno - Jerzy Kosinski, scrittore polacco († 1991)
- 14 giugno - Vladimir Arkad'evič Krasnopol'skij, regista sovietico († 2022)
- 14 giugno - Parker MacDonald, allenatore di hockey su ghiaccio e hockeista su ghiaccio canadese († 2017)
- 14 giugno - John McHardy Sinclair, linguista e lessicografo britannico († 2007)
- 14 giugno - Orazio Orlando, attore italiano († 1990)
- 14 giugno - Dumitru Pârvulescu, lottatore rumeno († 2007)
- 14 giugno - Matti Suuronen, architetto e designer finlandese († 2013)
- 14 giugno - Víctor Zalazar, pugile argentino († 2017)
- 15 giugno - Josep Bazán, nuotatore e pallanuotista spagnolo († 2023)
- 15 giugno - Sergio Endrigo, cantautore italiano († 2005)
- 15 giugno - Mark Jones, calciatore inglese († 1958)
- 15 giugno - Fouad Mebazaâ, politico tunisino († 2025)
- 15 giugno - Stack Pierce, attore statunitense († 2016)
- 15 giugno - Mohammad Ali Rajai, politico iraniano († 1981)
- 15 giugno - Yasukazu Tanaka, ex calciatore giapponese
- 15 giugno - Iulia Zibulscaia, compositrice, musicologa e pedagoga moldava
- 15 giugno - Roger Veyron, ex cestista francese
- 16 giugno - Elio Palumbo, paroliere, compositore e produttore discografico italiano († 2004)
- 16 giugno - Giulio Sascia Tignino, politico italiano († 2012)
- 16 giugno - Barbro Westerholm, politica e medico svedese († 2023)
- 17 giugno - Bob Armstrong, cestista statunitense († 2016)
- 17 giugno - Christian Ferras, violinista francese († 1982)
- 17 giugno - Elio Fusco, rugbista a 15 e allenatore di rugby a 15 italiano († 2009)
- 17 giugno - H. Guy Hunt, politico statunitense († 2009)
- 17 giugno - Jean-Paul Mauric, cantante francese († 1971)
- 17 giugno - Gianfranco Menegali, arbitro di calcio italiano († 2016)
- 17 giugno - Rod Paige, politico e docente statunitense
- 17 giugno - Nuccio Puleo, giornalista italiano († 2001)
- 17 giugno - Valentina Rastvorova, schermitrice sovietica († 2018)
- 17 giugno - Maurice Stokes, cestista statunitense († 1970)
- 18 giugno - Heinrich von Stietencron, indologo e epigrafista tedesco († 2018)
- 18 giugno - Jean Wicki, bobbista svizzero († 2023)
- 19 giugno - Juan Luis Abellán, nuotatore e pallanuotista spagnolo
- 19 giugno - Otto Barić, allenatore di calcio e calciatore croato († 2020)
- 19 giugno - Ettore Gelpi, pedagogista e educatore italiano († 2002)
- 19 giugno - Anselmo Gouthier, politico italiano († 2015)
- 19 giugno - Len Julians, allenatore di calcio e calciatore inglese († 1993)
- 19 giugno - Viktor Ivanovič Pacaev, cosmonauta sovietico († 1971)
- 19 giugno - Janusz Sidło, giavellottista polacco († 1993)
- 20 giugno - Danny Aiello, attore statunitense († 2019)
- 20 giugno - Jean Boiteux, nuotatore francese († 2010)
- 20 giugno - Warren Bradley, calciatore inglese († 2007)
- 20 giugno - Brett Halsey, attore statunitense
- 20 giugno - Claire Tomalin, scrittrice e biografa britannica
- 21 giugno - Luigi Corteggi, illustratore, grafico e fumettista italiano († 2018)
- 21 giugno - Gaetano Gaeta, ex calciatore italiano
- 21 giugno - Bernie Kopell, attore statunitense
- 21 giugno - Franco Piavoli, regista cinematografico italiano
- 22 giugno - Evaristo de Macedo, ex calciatore e allenatore di calcio brasiliano
- 22 giugno - Dianne Feinstein, politica statunitense († 2023)
- 22 giugno - Guido Gerosa, scrittore, giornalista e politico italiano († 1999)
- 22 giugno - André Grobéty, calciatore svizzero († 2013)
- 22 giugno - Jacques Martin, conduttore radiofonico, conduttore televisivo e attore francese († 2007)
- 22 giugno - Roly Mills, allenatore di calcio e calciatore inglese († 2010)
- 22 giugno - Libor Pešek, direttore d'orchestra ceco († 2022)
- 22 giugno - Adriano Zamboni, ciclista su strada italiano († 2005)
- 23 giugno - Renato Pirocchi, pilota automobilistico italiano († 2002)
- 24 giugno - Fritz Auer, architetto tedesco
- 24 giugno - Nadežda Chnykina, ex velocista e lunghista sovietica
- 24 giugno - Sam Jones, cestista e allenatore di pallacanestro statunitense († 2021)
- 24 giugno - Frans Mahn, ciclista su strada olandese († 1995)
- 24 giugno - Pipolo, sceneggiatore e regista italiano († 2006)
- 24 giugno - Katherine Washington, cestista statunitense († 2019)
- 25 giugno - James Howard Meredith, attivista statunitense
- 25 giugno - Michelangelo Pistoletto, artista, pittore e scultore italiano
- 25 giugno - Giancarlo Rastelli, cardiochirurgo italiano († 1970)
- 25 giugno - Álvaro Siza, architetto portoghese
- 25 giugno - Salvatore Trapani, botanico italiano
- 26 giugno - Claudio Abbado, direttore d'orchestra italiano († 2014)
- 26 giugno - John Bulaitis, arcivescovo cattolico lituano († 2010)
- 26 giugno - Ignazio Dolce, attore e regista italiano († 2010)
- 26 giugno - Ralph Guglielmi, giocatore di football americano statunitense († 2017)
- 26 giugno - Antonio Viesti, generale italiano († 2014)
- 27 giugno - Gary Crosby, attore statunitense († 1995)
- 27 giugno - René Jacquet, calciatore francese († 1993)
- 27 giugno - Robert Katz, giornalista e scrittore statunitense († 2010)
- 27 giugno - Alberto Serti, pugile italiano († 2005)
- 28 giugno - Victor Emery, ex bobbista e ex slittinista canadese
- 28 giugno - Freddie Goodwin, dirigente sportivo, allenatore di calcio e calciatore inglese († 2016)
- 28 giugno - Boris Malenko, wrestler statunitense († 1994)
- 28 giugno - Nora Orlandi, cantante, compositrice e pianista italiana († 2025)
- 28 giugno - George Stulac, ex cestista e multiplista canadese
- 29 giugno - Rosellina Archinto, editrice italiana
- 29 giugno - Piero Barucci, economista e politico italiano
- 29 giugno - George Ali Murad Khan Talpur, principe indiano
- 29 giugno - Carl Timner, pittore e disegnatore tedesco († 2014)
- 29 giugno - Gil de Roca Sales, compositore, direttore di coro e scrittore brasiliano († 2024)
- 30 giugno - Don Head, ex hockeista su ghiaccio canadese
- 30 giugno - Tomislav Ivić, calciatore e allenatore di calcio jugoslavo († 2011)
- 30 giugno - Lea Massari, attrice e modella italiana († 2025)
- 30 giugno - Mauricio Rosencof, scrittore, giornalista e ex militare uruguaiano
- 30 giugno - Cleveland Williams, pugile statunitense († 1999)